# Paljane
Paljane (em cirílico: Паљане) é uma vila da Sérvia localizada no município de Ćuprija, pertencente ao distrito de Pomoravlje, na região de Veliko Pomoravlje. A sua população era de 429 habitantes segundo o censo de 2011.

## Demografia
| 1948 | 1953 | 1961 | 1971 | 1981 | 1991 | 2002 | 2011 |
| ---- | ---- | ---- | ---- | ---- | ---- | ---- | ---- |
| 1002 | 943  | 853  | 737  | 702  | 662  | 535  | 429  |